# خافيير خيمينيز
خافيير خيمينيز (بالإسبانية: Javier Jiménez)‏ (1 أغسطس 1952 بألاخويلا في كوستاريكا - ) هو مدرب كرة قدم وحكم كرة قدم ولاعب كرة قدم كوستاريكي في مركز جناح ‏. شارك مع منتخب كوستاريكا لكرة القدم. أما مع النوادي، فقد لعب مع ريال إسبانيا ونادي ألاجولينسي وA.D. Municipal Curridabat ‏ وBrujas F.C. ‏ وA.D. Carmelita ‏.

## وصلات خارجية
- خافيير خيمينيز على موقع قاعدة بيانات كرة القدم.إي يو (الإنجليزية)
- خافيير خيمينيز على موقع قاعدة بيانات كرة القدم.إي يو (الإنجليزية)
- خافيير خيمينيز على موقع قاعدة بيانات كرة القدم.إي يو (الإنجليزية)